# Saint-Martin-le-Vinoux
 Saint-Martin-le-Vinoux  es una población y comuna francesa, en la región de Ródano-Alpes, departamento de Isère, en el distrito de Grenoble y cantón de Saint-Égrève.

## Demografía
| 3849 | 5843 | 5582 | 5251 | 5139 | 5187 |
| Para los censos de 1962 a 1999 la población legal corresponde a la población sin duplicidades (Fuente: INSEE [Consultar]) |      |      |      |      |      |

Forma parte de la aglomeración urbana de Grenoble